# 6.6. 6 Uhr 30 – Durchbruch in der Normandie
6.6. 6.30 Uhr – Durchbruch in der Normandie ist ein US-amerikanischer Kriegsfilm aus dem Jahr 1950. Lewis Seiler inszenierte den Film für Warner Bros. nach einer Erzählung von Joseph Breen.

## Handlung
England im Frühling 1944. Amerikanische Truppen sind auf den Britischen Inseln stationiert, um für die Invasion des europäischen Kontinents zu üben. Eine Einheit übt unter ihrem Kommandeur, dem altgedienten Veteranen Captain Hale. Zu der Truppe gehören u. a. Dominick, der nach dem Krieg Politiker werden will, der 19-jährige Rekrut Nelson, Hollis, der einen kleinen Hund hält, und Sergeant Bell, der sich um Lieutenant Mallory, einen früheren Lehrer, der frisch von der Offiziersschule zur Einheit gestoßen ist, kümmert. Mit Bells Hilfe absolviert Mallory die immer intensiver werdenden Übungseinheiten. Hale, der sich um seine Truppe sorgt, spart indessen nicht mit Kritik.
Die Invasion beginnt. Die Truppe hat sich eingeschifft und soll an der Omaha Beach landen. Die Männer verbringen die Zeit der Überfahrt mit Gesprächen, Kartenspielen und Briefeschreiben. Am frühen Morgen springen Fallschirmjäger im Hinterland ab. Die Truppe steigt in ein Landungsboot, das auf dem Weg zum Strand unter heftigen Beschuss gerät. Das Schiff wird ebenso beschossen, die Schiffsartillerie kann kein Deckungsfeuer mehr geben. Zwar greifen amerikanische Flugzeuge die deutschen Stellungen an, doch die Deutschen können ihre Stellungen halten. Die Deutschen haben sich hinter Hecken eingegraben, was es für die US-Truppen schwer macht, sie zu orten. So kommen die Soldaten und Hales Truppe nur langsam voran. Mallory kann durch eine List eine deutsche Panzerabwehrkanone erbeuten. Während der Kämpfe wird der von allen gemochte Sergeant Henderson getötet. Hale befiehlt den Männern, trotz ihrer Trauer um Henderson weiterzukämpfen, was besonders Mallory aufbringt. In einem späteren Gespräch mit Hale erkennt der Lieutenant, dass Hales vordergründige Gefühlskälte als Schutz vor einem möglichen Zusammenbruch dient.
Mallory und die Männer rücken langsam vor. Sie erreichen einen alten Mann, der eine weiße Fahne schwingt. Begleitet wird er von der jungen Collette. Beide bitten die Soldaten, mit dem Bombardement ihrer Gemeinde aufzuhören, da sich die Deutschen schon zurückgezogen haben. Hale befürchtet eine Falle und beordert Mallory, eine Patrouille in die strategisch wichtige Ortschaft zu führen. Die Bewohner heißen die Amerikaner herzlich willkommen, Mallory berichtet über Funk, dass die Lage sicher sei. Die Soldaten rücken ein und feiern mit den Bewohnern. Hale schickt Mallory auf eine weitere Patrouille. Während der Feier eröffnet ein Heckenschütze das Feuer auf die Soldaten. Hollis und zwei weitere Männer sterben, Hale kann den Heckenschützen, eine Frau, ausschalten. Es kommt zu einem Angriff der Deutschen, die sich außerhalb der Stadt neu formiert haben. Mallory funkt Hale die Position der feindlichen Panzer, doch die Panzerabwehrkanone der Amerikaner wird zerstört. Dominick erklettert einen Panzer und wirft eine Handgranate ins Innere. Der Panzer explodiert, Dominick wird schwer verletzt.
Nach wochenlangen Kämpfen wird die Einheit zur Erholung von der Front abgezogen. Später wird sie zurück an die Front beordert, um eine wichtige Stadt einzunehmen. Noch vor dem Angriff wird Hale eine Stelle beim Stab angeboten. Hale gesteht Mallory, dass er zunehmend Angst habe und einen baldigen Zusammenbruch befürchte, und schlägt ihn als neuen Kompaniechef vor. Mit dem neuen Lieutenant Johnson und mit Hilfe von Sergeant Bell führt Mallory seine Einheit in die Mission, die erfolgreich durchgeführt wird.

## Kritik
„Historisch von geringem Informationswert, konzentriert sich der klischeehafte Film auf die dramatische Darstellung des Stellungskrieges und der menschlichen Probleme eines Kompaniechefs.“

Bosley Crowther von der New York Times beschrieb die Produktion als Film ohne militärische Genauigkeit und ohne Dramaturgie.

## Produktion
Die Produktion war einer der ersten Hollywood-Filme, die sich mit der Invasion in der Normandie beschäftigten. Produzent Foy war, nur sechs Jahre nach den Geschehnissen, in der Lage, Filmmaterial der US-Truppen, der britischen Streitkräfte und auch aus deutschen Wochenschauen zu benutzen. Insgesamt machte das Filmmaterial ca. ein Drittel des Films aus.
Der Film wurde am 17. November 1950 in New York uraufgeführt. In Deutschland erschien er erst am 5. Oktober 1962 in den Kinos.
Der Film war das Spielfilmdebüt für den Schauspieler Paul Picerni.